# Водопостачання

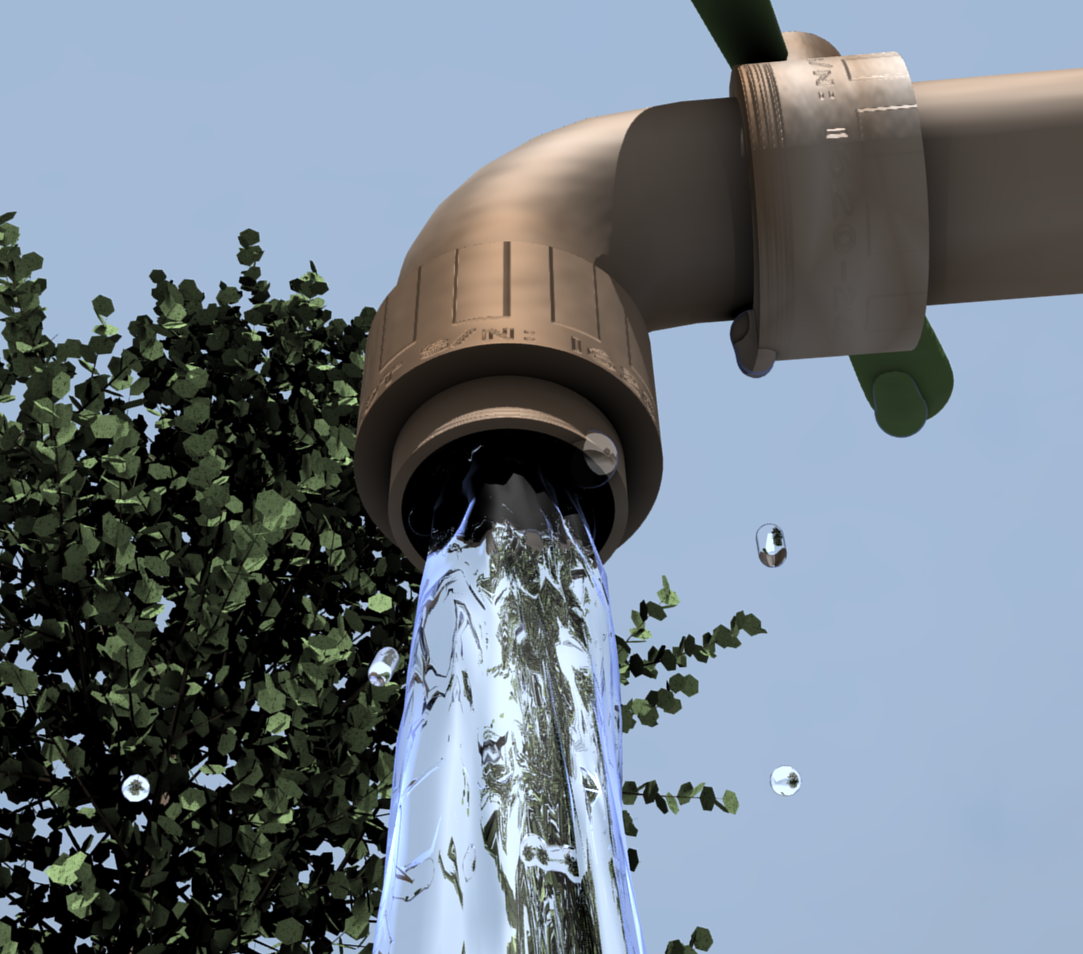

Водопостача́ння — стала система постачання води належної якості та кількості населенню, промисловим підприємствам тощо, у певній державі. За прогнозами експертів до 2050 року 3,5 — 4,4 мільярда людей будуть відчувати нестачу питної води, з них близько мільярда — мешканці міст.

## Види водопостачання

Схема водопостачання міста: 1 — водоприймач; 2 — самопливна труба; 3 — береговий колодязь; 4 — насоси станції
першого підйому; 5 — відстійники; 6 — фільтри; 7 — запасні резервуари чистої води; 8 — насоси станції другого підйому; 9 — водоводи; 10 — водонапірна башта; 11 — магістральні трубопроводи; 12 — розподільчі трубопроводи

- Оборотне водопостачання (замкнений цикл водопостачання), (рос. водоснабжение с кругооборотом воды, англ. supply of water with circle; нім. Wasserbeschaffung mit Wasserzirkelbewegung f) — спосіб водопостачання з багаторазовим використанням відпрацьованої води, що пройшла необхідне очищення. Втрати води при цьому поповнюються з водного джерела.
- Централізоване господарсько-питне́ водопостача́ння (рос. питьевое водоснабжение; англ. drinking water supply; нім. Trinkwasserversorgung f) — сукупність заходів із забезпечення питною водою населення, пов'язаних єдиним технологічним процесом. Централізоване господарсько-питне водопостачання включає вибір і оцінку можливих джерел водопостачання (для підземних вод — оцінку їх запасів), вибір місця закладання та будівництво водозабірних споруд, санітарну оцінку вод і заходів з їх охорони від забруднення. Склад і властивості питної води в системах централізованого господарсько-питного водопостачання повинні відповідати певним нормативним вимогам.
- Місцеве або децентралізоване водопостачання — система водопостачання, призначена для забезпечення питною водою окремих будинків або невеликої групи будівель; має низку особливостей. З цією метою можуть використовуватися різні за походженням води: атмосферні, поверхневі, підземні.
- Холодне водопостачання — цілодобове забезпечення споживача холодною питною водою належної якості, що подається в необхідних обсягах з приєднаної мережі в приміщення або до водорозбірної колонки.
- Гаряче водопостачання — цілодобове забезпечення споживача гарячою водою належної якості, що подається в необхідних обсягах з приєднаної мережі в приміщення.

## Системи водопостачання
Системи водопостачання — це комплекс інженерних споруд, які призначені для забору води з джерела водопостачання, її очищення, зберігання і доправлення до споживача.
За видами використання природних водних джерел вирізняють водопроводи (системи водопостачання), що забирають воду з поверхневих джерел — річок, водосховищ, озер, морів, і водопроводи, що забирають воду з підземних джерел (артезіанських, джерельних). Існують також водопроводи змішаного живлення.
За видами об'єктів, що обслуговуються, системи водопостачання поділяють на міські, промислові, сільськогосподарські тощо.
За призначенням системи водопостачання поділяють на господарсько-питні, виробничі, протипожежні.
За способом подачі води вирізняють самопливні водопроводи й водопроводи з механічною подачею.
На основі техніко-економічних розрахунків часто влаштовують поєднані системи водопостачання: господарсько-протипожежні, виробничо-протипожежні або виробничо-господарсько-протипожежні.
Системи водопостачання можуть обслуговувати як один об'єкт, наприклад місто або підприємство, так і декілька об'єктів. У випадках, коли окремі частини території мають значну різницю у відмітках висот, влаштовують зонні системи водопостачання (окремих районів).

## Джерела водопостачання

Схема утворення і залягання підземних вод: 1 — водопойні породи; 2 — водоносні породи; К1-К4 — колодязі; Д1-Д3 — джерела

## Деякі вимоги до властивостей, складу та якості води

Відсоток населення, яке використовує безпечну питну воду, за країнами. Світова карта щодо МСР 6 (Мета сталого розвитку 6) — показник 6.1.1, 2015 року: «Частка населення, яке користується послугами питної води з безпечним керуванням».